# 2007
2007 (MMVII) là một năm thường bắt đầu vào Thứ hai của lịch Gregory, năm thứ 2007 của Công nguyên hay của Anno Domini, the năm thứ 7  của thiên niên kỷ 3 and the thế kỷ 21, và năm thứ  8   của thập niên 2000. 

## Sự kiện

### Tháng 1
- 1 tháng 1:
  - Ở châu Âu, Bulgaria và România gia nhập Liên minh châu Âu. Trong khi đó, Slovenia dùng đồng euro thay cho đồng tular.
  - Chuyến bay 574 của Adam Air, trên đường đến Manado, Indonesia, từ Surabaya, Indonesia, đâm vào eo biển Makassar; giết chết toàn bộ 102 người trên máy bay.[1]
  - Ban Ki-moon nhậm chức Tổng thư ký Liên Hợp Quốc thay Kofi Annan.
- 8 tháng 1: Microsoft chính thức phát hành Windows Home Server.
- 11 tháng 1: Việt Nam chính thức là thành viên thứ 150 của Tổ chức Thương mại Thế giới.
- 13 tháng 1 – 4 tháng 2: Giải vô địch bóng đá Đông Nam Á 2007 tổ chức tại Singapore và Thái Lan, đội tuyển bóng đá quốc gia Singapore giành chức vô địch trong giải đấu này.
- 30 tháng 1: Microsoft chính thức phát hành Windows Vista.[2]

### Tháng 3
- 5 tháng 3: Chú cừu Shaun chính thức lên sóng
- 24 tháng 3: Giải vô địch bóng đá trong nhà Đông Nam Á 2007 diễn ra tại Băng Cốc (Thái Lan), đội tuyển bóng đá trong nhà quốc gia Thái Lan lần thứ 4 giành chức vô địch

### Tháng 4
- 5 tháng 4: Tổng công ty Viễn thông Viettel chính thức thành lập.
- 18 tháng 4: Thảm sát Đại học Bách khoa Virginia tại Mỹ.

### Tháng 5
- 10 tháng 5: Nicolas Sarkozy nhậm chức Tổng thống Pháp.
- 20 tháng 5: Bầu cử quốc hội khóa XII tại Việt Nam.

### Tháng 6
- 18 tháng 6: Chủ tịch Việt Nam Nguyễn Minh Triết lần đầu tiên đi công du Hoa Kỳ.
- 29 tháng 6: Chiếc iPhone đầu tiên của Apple phát hành tại Mỹ.
- 30 tháng 6 – 22 tháng 7: Giải vô địch bóng đá U-20 thế giới 2007 tổ chức tại Canada, đội tuyển bóng đá U-20 quốc gia Argentina giành chức vô địch trong giải đấu này.

### Tháng 7
- 7 – 29 tháng 7: Cúp bóng đá châu Á 2007 tổ chức tại Indonesia, Malaysia, Thái Lan và Việt Nam, đội tuyển bóng đá quốc gia Iraq giành chức vô địch trong giải đấu này.
- 20 tháng 7: Taliban bắt cóc 23 con tin người Hàn Quốc.

### Tháng 8
- 1 tháng 8: Cầu qua sông Mississippi sụp đổ.
- 14 tháng 8: Tai nạn đường sắt từ Moskva đi Sankt-Peterburg.
- 18 tháng 8 – 9 tháng 9: Giải vô địch bóng đá U-17 thế giới 2007 tổ chức tại Hàn Quốc, đội tuyển bóng đá U-17 quốc gia Nigeria giành chức vô địch trong giải đấu này.
- 26 tháng 8: ABU Robocon 2007 tổ chức tại Việt Nam.
- 31 tháng 8: Chương trình Tổng hợp Giọng hát Hatsune Miku được phát hành lần đầu tiên.

### Tháng 9
- 13 tháng 9: Upin & Ipin chính thức lên sóng.
- 26 tháng 9: Bị sập 2 nhịp dẫn Cầu Cần Thơ.

### Tháng 10
- 3 tháng 10: Hai nhà lãnh đạo của Bắc Triều Tiên và Nam Triều Tiên gặp nhau.
- 14 - 21 tháng 10: Đại hội Đảng Cộng sản Trung Quốc lần thứ 17.
- 16 tháng 10: Việt Nam được bầu chọn làm thành viên không thường trực của Hội đồng Bảo an Liên Hợp Quốc.
- 26 tháng 10: Đại hội Thể thao Trong nhà châu Á 2007 được tổ chức tại Ma Cao (Trung Quốc).

### Tháng 11
- 2 – 11 tháng 11: Giải vô địch bóng đá bãi biển thế giới 2007 tổ chức tại Brasil, đội tuyển bóng đá bãi biển quốc gia Brasil giành chức vô địch trong giải đấu này.
- 3 – 23 tháng 11: Giải vô địch bóng đá nữ thế giới 2007 tổ chức tại Trung Quốc, đội tuyển bóng đá nữ quốc gia Đức giành chức vô địch trong giải đấu này.
- 7 tháng 11: Thảm sát tại trường trung học Kirkkoharju ở Phần Lan.
- 17 tháng 11: Hàng chục ngàn người từ mọi miền đất nước Slovenia đã đổ về thủ đô Ljubljana tham gia cuộc biểu tình đòi tăng lương và yêu cầu bình đẳng hơn giữa người giàu và người nghèo.[3].
- 24 tháng 11: Bầu cử liên bang Úc 2007, Kevin Rudd lãnh tụ Đảng Lao động Úc thắng cử.

### Tháng 12
- Tháng 12:
  - Hội nghị thượng đỉnh của Liên Hợp Quốc về thay đổi khí hậu khai diễn ra tại Bali, Indonesia
  - Quốc vụ viện Cộng hòa Nhân dân Trung Hoa phê chuẩn việc thành lập thành phố Tam Sa để quản lý 3 quần đảo trên Biển Đông trong đó có cả hai quần đảo Hoàng Sa & Trường Sa.
- 2 tháng 12: Bầu cử quốc hội ở Nga.
- 5 tháng 12: Thảm sát tại một trung tâm mua sắm bang Nebraska.
- 6 - 16 tháng 12: Tổ chức SEA Games 2007 tại Nakhon Ratchasima (Thái Lan).
- 7 tháng 12: Thảm họa tràn dầu ở vùng biển Hàn Quốc.

## Sinh

### Tháng 1
- 22 tháng 1: Pau Cubarsí, cầu thủ bóng đá người Tây Ban Nha

### Tháng 4
- 10 tháng 4: Công chúa Ariane của Hà Lan , con gái thứ ba của Vua Willem Alexander và Vương hậu Máxima
- 21 tháng 4: Công chúa Isabella của Đan Mạch , con gái thứ hai của Vua Frederik X và Vương hậu Mary Donaldson
- 29 tháng 4: Sofía de Borbón, con gái thứ hai của Vua Felipe VI và Vương hậu Letizia

### Tháng 6
- 29 tháng 6: Casey Phair, nữ cầu thủ bóng đá người Hàn Quốc

### Tháng 7
- 13 tháng 7: Lamine Yamal, cầu thủ bóng đá người Tây Ban Nha

### Tháng 11
- 28 tháng 11: Trọng Nhân, tay trống người Việt Nam, quán quân Nhí tài năng 2014 và Tìm kiếm tài năng: Vietnam's Got Talent 2016

### Tháng 12
- 17 tháng 12: James, Bá tước xứ Wessex, con trai Bá tước và nữ Bá tước xứ Wessex

## Mất

### Tháng 1
- 1 tháng 1
  - Ernie Koy, vận động viên bóng chày người Mĩ, (sinh 1909)
  - Darrent Williams, cầu thủ bóng đá người Mĩ, (sinh 1982)
- 2 tháng 1 - Teddy Kollek, Mayor Jerusalem người Áo, (sinh 1911)
- 3 tháng 1 - Sergio Jiménez, diễn viên người México, (sinh 1937)
- 4 tháng 1 - Marais Viljoen, tổng thống Nam Phi (sinh 1915)
- 5 tháng 1 - Andō Momofuku, nhà phát minh người Nhật Bản, (sinh 1910)
- 6 tháng 1 - Mario Danelo, college cầu thủ bóng đá người Mĩ, (sinh 1985)
- 7 tháng 1
  - Bobby Hamilton, người lái xe đua người Mĩ, (sinh 1957)
  - Magnus Magnusson, người dẫn chương trình truyền hình người Iceland, (sinh 1929)
- 8 tháng 1
  - Iwao Takamoto, nhà làm phim hoạt hình người Mỹ gốc Nhật, tác giả của chú chó Scooby-Doo (sinh 1925)
  - Yvonne de Carlo, nữ diễn viên người Mĩ, (sinh 1922)
- 9 tháng 1 - Jean-Pierre Vernant, sử gia, nhà nhân chủng học người Pháp, (sinh 1914)
- 10 tháng 1 - Carlo Ponti, nhà sản xuất phim người Ý, (sinh 1912)
- 11 tháng 1 - Robert Anton Wilson, tác gia, conspiracy researcher người Mĩ, (sinh 1932)
- 12 tháng 1 - Alice Coltrane,nhạc sĩ nhạc Jazz người Mĩ, (sinh 1937)
- 13 tháng 1
  - Michael Brecker, nhạc sĩ nhạc Jazz người Mĩ, (sinh 1949)
  - Henri-Jean Martin, expert on book history người Pháp, (sinh 1924)
- 14 tháng 1
  - Darlene Conley, nữ diễn viên người Mĩ, (sinh 1934)
  - Barbara Kelly, nữ diễn viên người Canada, (sinh 1924)
- 15 tháng 1
  - Barzan Ibrahim al-Tikriti, chính trị gia người Iraq, (sinh 1951)
  - Awad Hamed al-Bandar, quan tòa người Iraq, (sinh 1945)
  - Bạc Nhất Ba, chính trị gia người Trung Quốc, (sinh 1908)
- 16 tháng 1 - Benny Parsons, đua xe, nhân vật truyền hình người Mĩ, (sinh 1941)
- 17 tháng 1 - Art Buchwald, nghệ sĩ hài người Mĩ, (sinh 1925)
- 19 tháng 1
  - Hrant Dink, nhà báo người Turkish-Armenian (sinh 1954)
  - Denny Doherty, nhạc sĩ (The Mamas, the Papas) người Canada, (sinh 1940)
  - Bam Bam Bigelow, đô vật Wrestling người Mĩ, (sinh 1961)
- 21 tháng 1 - U;Nee, ca sĩ, diễn viên K-pop (sinh 1981)
- 22 tháng 1
  - Cha Pierre, thầy tu, người sáng lập Emmaus người Pháp, (sinh 1912)
  - Carlos Olivier, diễn viên người Venezuela, (sinh 1952)
  - Ngô Quang Trưởng, trung tướng của Quân lực Việt Nam Cộng hòa, (sinh 1929)
- 23 tháng 1 - Ryszard Kapuscinski, nhà báo, tác gia người Ba Lan, (sinh 1932)
- 24 tháng 1
  - Chung Tấn Cang, cựu phó đô đốc, tư lệnh cuối cùng của Hải quân Việt Nam Cộng hòa
  - La Sương Sương, nữ ca sĩ người Mỹ gốc Việt hoạt động ở hải ngoại (sinh 1972)
- 26 tháng 1 - Gump Worsley, vận động viên khúc côn cầu người Canada, (sinh 1929)
- 28 tháng 1
  - Cyril Demarne, lính chữa cháy thời chiến người Anh, (sinh 1905)
  - Hứa Vĩ Luân, nữ diễn viên người Đài Loan, (sinh 1978)
- 30 tháng 1 - Sidney Sheldon, tác gia, người viết kịch bản phim người Mĩ, (sinh 1917)
- 31 tháng 1
  - Kirka Babitzin, ca sĩ Phần Lan (sinh 1950)
  - Lee Bergere, diễn viên người Mĩ, (sinh 1924)
  - Molly Ivins, nhà bình luận người Mĩ, (sinh 1944)

### Tháng 2
- 1 tháng 2 - Gian Carlo Menotti, nhà soạn nhạc, người viết lời nhạc kịch người Ý, (sinh 1911)
- 3 tháng 2
  - Pedro Knight, nhạc sĩ người Cuba, (sinh 1921)
  - Billy Henderson, ca sĩ (The Spinners) người Mỹ, (sinh 1939)
- 6 tháng 2 - Frankie Laine, ca sĩ người Mỹ, (sinh 1913)
- 7 tháng 2
  - Alan MacDiarmid, nhà hóa học, giải thưởng Nobel người New Zealand, (sinh 1927)
  - Helen Duncan, chính trị gia người New Zealand, (sinh 1941)
- 8 tháng 2 - Anna Nicole Smith, người mẫu, nhân vật truyền hình người Mỹ, (sinh 1967)
- 9 tháng 2
  - Benedict Kiely, tác gia, broadcaster người Ireland, (sinh 1919)
  - Ian Richardson, diễn viên người Scotland, (sinh 1934)
  - Alejandro Finisterre, nhà thơ, chủ bút, nhà phát minh tablefootball người Tây Ban Nha, (sinh 1919)
- 10 tháng 2 - Jeong Da-bin, nữ diễn viên Hàn Quốc (sinh 1980)
- 11 tháng 2 - Reginald Hugh Hickling, luật sư, colonial civil servant, law academic, tác gia người Anh, (sinh 1920)
- 12 tháng 2 - Peggy Gilbert, nhạc công saxophon người Mỹ, (sinh 1905)
- 13 tháng 2
  - Elizabeth Jolley, nhà văn người Áo, (sinh 1923)
  - Charles Norwood, chính trị gia người Mỹ, (sinh 1941)
  - Eliana Ramos, người mẫu người Uruguay, (sinh 1988)
  - Johanna Sällström, nữ diễn viên người Thụy Điển, (sinh 1974)
- 15 tháng 2 - Robert Adler, nhà phát minh gốc Áo (sinh 1913)
- 17 tháng 2
  - Maurice Papon, Vichy government official người Pháp, (sinh 1910)
  - Dermot O'Reilly, nhạc sĩ (Ryan'sFancy) người Ireland, (sinh 1942)
  - Mike Awesome, đô vật Wrestling chuyên nghiệp người Mỹ, (sinh 1965)
- 18 tháng 2 - Juan "Pachín" Vicéns, cầu thủ bóng rổ người Puerto Rican, (sinh 1933)
- 22 tháng 2
  - Lothar-Günther Buchheim, tác gia, họa sĩ, người sưu tầm nghệ thuật người Đức, (sinh 1918)
  - Fons Rademakers, đạo diễn phim người Đức, (sinh 1920)
  - Dennis Johnson, cầu thủ bóng rổ người Mỹ, (sinh 1954)
- 24 tháng 2
  - Damien Nash, cầu thủ bóng đá người Mỹ, (sinh 1982)
  - Bruce Bennett, diễn viên người Mỹ, (sinh 1906)
- 27 tháng 2 - Bobby Rosengarden, nhạc công đánh trống người Mỹ, (sinh 1924)
- 28 tháng 2
  - Arthur M. Schlesinger, Jr., sử gia, nhà bình luận chính trị người Mỹ (sinh 1917)
  - Billy Thorpe, nhạc sĩ (Billy Thorpe & the Aztecs) người Áo, (sinh 1946)
  - Charles Forte, chủ khách sạn người Anh, (sinh 1908)

### Tháng 3
- 2 tháng 3
  - Henri Troyat, nhà văn người Pháp, (sinh 1911)
  - Madi Phala, nghệ sĩ người Nam Phi, (sinh 1955)
- 3 tháng 3 – Warja Honegger-Lavater, người minh họa người Thụy Sĩ, (sinh 1913)
- 4 tháng 3
  - Natalie Bodanya (Natalie Bodanskaya), ca sĩ soprano người Mỹ, (sinh 1908)
  - Thomas Eagleton, chính trị gia người Mỹ, (sinh 1929)
  - Bob Hattoy, nhà hoạt động người Mỹ, (sinh 1950)
  - Richard Joseph, nhà soạn nhạc trò chơi người Anh, (sinh 1954)
  - Sunil Kumar Mahato, parliamentarian người Ấn Độ, (sinh 1966)
  - Tadeusz Nalepa, nhà soạn nhạc, nhạc sĩ guitar, người hát lời, nhà thơ trữ tình người Ba Lan, (sinh 1934)
  - Ian Wooldridge, thể thao nhà báo người Anh, (sinh 1932)
- 6 tháng 3
  - Jean Baudrillard, nhà triết học, nhà xã hội học người Pháp, (sinh 1929)
  - Allen Coage, đô vật Wrestling chuyên nghiệp người Mỹ, (sinh 1943)
  - Ernest Gallo, nhà sản xuất rượu nho người Mỹ, (sinh 1909)
- 8 tháng 3 – John Inman, diễn viên người Anh, (sinh 1935)
- 9 tháng 3 – Brad Delp, ca sĩ (Boston) người Mỹ, (sinh 1951)
- 10 tháng 3 – Richard Jeni, diễn viên hài người Mỹ, (sinh 1957)
- 10 tháng 3 – Ernie Ladd, cầu thủ bóng đá, đô vật Wrestling chuyên nghiệp người Mỹ, (sinh 1938)
- 11 tháng 3 – Betty Hutton, nữ diễn viên người Mỹ, (sinh 1921)
- 12 tháng 3 – Antonio Ortiz Mena, chính trị gia, nhà kinh tế học người México, (sinh 1907)
- 13 tháng 3 – Arnold Skaaland, đô vật Wrestling người Mỹ, (sinh 1925)
- 14 tháng 3 – Lucie Aubrac, World War II Resistance fighter người Pháp, (sinh 1912)
- 14 tháng 3 – Gareth Hunt, diễn viên người Anh, (sinh 1943)
- 15 tháng 3 – Bowie Kuhn, đặc ủy viên Major League Baseball (sinh 1926)
- 16 tháng 3 – Manjural Islam, cầu thủ cricket người Bangladesh, (sinh 1984)
- 16 tháng 3 – Sir Arthur Marshall, kĩ sư hàng không người Anh, (sinh 1903)
- 17 tháng 3 – Jim Cronin, doanh nhân người Anh, (sinh 1952)
- 17 tháng 3 – Roger Bennett, Southern Gospel Vocalist, nghệ sĩ dương cầm người Mỹ
- 18 tháng 3 – Bob Woolmer, cầu thủ cricket, huấn luyện viên người Anh, (sinh 1948)
- 19 tháng 3 – Calvert DeForest, diễn viên, diễn viên hài người Mỹ, (sinh 1921)
- 19 tháng 3 – Luther Ingram, ca sĩ người Mỹ, (sinh 1937)
- 20 tháng 3 – Taha Yassin Ramadan, phó tổng thống Irak (sinh 1938)
- 23 tháng 3:
  - Eric Medlen, người đua xe người Mỹ, (sinh 1973)
  - Mao Ngạn Thanh, Con trai của Mao Trạch Đông (s. 1923)
- 25 tháng 3 – Andranik Margaryan, thủ tướng thứ 14 của Armenia (sinh 1951)
- 26 tháng 3 – Mikhail Aleksandrovich Ulyanov, diễn viên Nga, Nghệ sĩ Nhân dân Liên Xô (sinh 1927)[4]

### Tháng 4
- 1 tháng 4 - Laurie Baker, kiến trúc sư người Anh, (sinh 1917)
- 1 tháng 4 - Driss Chraibi, nhà văn người Maroc, (sinh 1926)
- 1 tháng 4 - Hans Filbinger, Jurist, chính trị gia người Đức, (sinh 1913)
- 2 tháng 4 - Henry Lee Giclas, nhà thiên văn người Mỹ, (sinh 1910)
- 3 tháng 4 - Eddie Robinson, football huấn luyện viên người Mỹ, (sinh 1919)
- 4 tháng 4 - Bob Clark, đạo diễn phim người Mỹ, (sinh 1939)
- 5 tháng 4 - Nina Wang, nữ tỷ phú Hồng Kông (sinh 1938)
- 5 tháng 4 - Leela Majumdar, tác giả thiếu nhi người Bengali (b. 1908)
- 5 tháng 4 - Darryl Stingley, cầu thủ bóng đá người Mỹ, (sinh 1951)
- 5 tháng 4 - Poornachandra Tejaswi, nhà văn, tiểu thuyết gia người Ấn Độ, (sinh 1938)
- 6 tháng 4 - Luigi Comencini, đạo diễn phim người Ý, (sinh 1916)
- 7 tháng 4 - Johnny Hart, họa sĩ truyện tranh người Mỹ, (sinh 1931)
- 7 tháng 4 - Barry Nelson, diễn viên người Mỹ, (sinh 1920)
- 7 tháng 4 - Carey W. Barber, lãnh đạo Nhân Chứng Giê-hô-va (s. 1905)
- 9 tháng 4 - AJ Carothers, nhà văn người Mỹ, (sinh 1931)
- 11 tháng 4 - Roscoe Lee Browne, diễn viên người Mỹ, (sinh 1925)
- 11 tháng 4 - Kurt Vonnegut, tiểu thuyết gia, Playwright người Mỹ, (sinh 1922)
- 13 tháng 4 - Don Selwyn, diễn viên và đạo diễn phim Māori (sinh 1936)
- 14 tháng 4 - June Callwood, nhà báo người Canada, (sinh 1924)
- 14 tháng 4 - Don Ho, nhạc sĩ người Mỹ, (sinh 1930)
- 15 tháng 4 - Brant Parker, Cartoonist người Mỹ, (sinh 1920)
- 16 tháng 4 - Trần Bạch Đằng, nhà báo, nhà nghiên cứu Việt Nam (sinh 1926)
- 16 tháng 4 - Frank Bateson, nhà thiên văn người New Zealand, (sinh 1909)
- 17 tháng 4 - Kitty Carlisle Hart, ca sĩ, nữ diễn viên & talk show panelist người Mỹ, (sinh 1910)
- 17 tháng 4 - Iccho Itoh, Nagasaki, người Nhật Bản (assassinated) Mayor, (sinh 1945)
- 18 tháng 4 - Nagasaki Itcho Itoh thị trưởng thành phố Nagasaki, qua đời do bị bắn (sinh 1945)
- 20 tháng 4 - Michael Fu Tieshan, Bishop người Trung Quốc, (sinh 1931)
- 22 tháng 4 - Juanita Millender-McDonald, chính trị gia người Mỹ, (sinh 1938)
- 23 tháng 4 - Boris Nikolayevich Yeltsin, Tổng thống đầu tiên của Nga (sinh 1931)
- 25 tháng 4 - Alan Ball, cầu thủ bóng đá người Anh, (sinh 1945)
- 25 tháng 4 - Bobby Pickett, ca sĩ người Mỹ, (sinh 1938)
- 26 tháng 4 - Jack Valenti, film Executive, creator MPAA film rating system người Mỹ, (sinh 1921)
- 26 tháng 4 - Conchita Montenegro, Model, nữ diễn viên người Tây Ban Nha, (sinh 1912)
- 27 tháng 4 - Mstislav Rostropovich, nghệ sĩ vĩ cầm, người chỉ huy dàn nhạc người Nga, (sinh 1927)
- 28 tháng 4 - Dabbs Greer, diễn viên người Mỹ, (sinh 1917)
- 28 tháng 4 - Carl Friedrich von Weizsäcker, nhà vật lý, nhà triết học người Đức, (sinh 1912)
- 29 tháng 4 - Ivica Račan, Thủ tướng thứ 7 của Croatia (s. 1944)
- 29 tháng 4 - Josh Hancock, vận động viên bóng chày người Mỹ, (sinh 1978)
- 29 tháng 4 - Dick Motz, cricket player người New Zealand, (sinh 1940)
- 30 tháng 4 - Grégory Lemarchal, ca sĩ người Pháp, (sinh 1983)
- 30 tháng 4 - Kevin Mitchell, cầu thủ bóng đá người Mỹ, (sinh 1971)
- 30 tháng 4 - Tom Poston, diễn viên người Mỹ, (sinh 1921)
- 30 tháng 4 - Gordon Scott, diễn viên người Mỹ, (sinh 1926)

### Tháng 5
- 2 tháng 5 - Juan Valdivieso, Peruvian footballer (sinh 1910)
- 2 tháng 5 - Brad McGann, đạo diễn phim, người viết kịch bản phim người New Zealand, (sinh 1964)
- 3 tháng 5 - Wally Schirra, nhà du hành vũ trụ người Mỹ, (sinh 1923)
- 5 tháng 5 - Theodore Maiman, nhà vật lý người Mỹ, (sinh 1927)
- 5 tháng 5 - Gusti Wolf, nữ diễn viên người Áo, (sinh 1912)
- 6 tháng 5 - Lesley Blanch, nhà văn, thời trang chủ bút người Anh, (sinh 1904)
- 7 tháng 5 - Emma Lehmer, nhà toán học người Nga, (sinh 1906)
- 11 tháng 5 - Bernard Gordon, người viết kịch bản phim người Mỹ, (sinh 1918)
- 11 tháng 5 - Malietoa Tanumafili II, head state người Samoa, (sinh 1913)
- 12 tháng 5 - Mullah Dadullah Akhund, Taliban military leader người Afghanistan
- 14 tháng 5 - Colin St John Wilson, kiến trúc sư người Anh, (sinh 1922)
- 15 tháng 5 - Jerry Falwell, Evangelist người Mỹ, (sinh 1933)
- 15 tháng 5 - Yolanda King, nữ diễn viên, nhà hoạt động, daughter Martin Luther King, Jr. người Mỹ, (sinh 1955)
- 17 tháng 5 - Lloyd Alexander, tác gia người Mỹ, (sinh 1924)
- 17 tháng 5 - Phạm Khắc, nhà quay phim, nhà nhiếp ảnh Việt Nam (sinh 1939).
- 18 tháng 5 - Pierre-Gilles de Gennes, nhà vật lý, Nobel Prize for Physics laureate người Pháp, (sinh 1932)
- May 18 - Yoyoy Villame, Filipino singer "King of Philippine Novelty Songs." (b. 1938)
- 19 tháng 5 - Dean Eyre, chính trị gia người New Zealand, (sinh 1914)
- 20 tháng 5 - Stanley Miller, nhà hóa học, nhà sinh vật học người Mỹ, (sinh 1930)
- 25 tháng 5 - Charles Nelson Reilly, diễn viên người Mỹ, (sinh 1931)
- 27 tháng 5 - Izumi Sakai, ca sĩ (Zard) người Nhật Bản, (sinh 1967)
- 27 tháng 5 - Percy Sonn, luật sư, cricket Executive người Nam Phi, (sinh 1949)
- 27 tháng 5 - Ed Yost, nhà phát minh the modern hot air balloon người Mỹ, (sinh 1919)
- 28 tháng 5 - Marquise Hill, cầu thủ bóng đá người Mỹ, (sinh 1982)
- 28 tháng 5 - Mai Chí Thọ, Đại tướng Công an Nhân dân Việt Nam, (sinh 1922)

### Tháng 6
- 2 tháng 6 - Huang Ju, chính trị gia người Trung Quốc, (sinh 1938)
- June 4 - Bill France, Jr., American President/CEO of NASCAR (b. 1933)
- 4 tháng 6 - Craig L. Thomas, chính trị gia người Mỹ, (sinh 1933)
- 5 tháng 6 - Povel Ramel, Entertainer người Thụy Điển, (sinh 1922)
- June 8 - Aden Abdullah Osman Daar, first President of Somalia (b. 1908)
- 10 tháng 6 - Augie Auer, Meteorologist, (sinh 1940)
- 11 tháng 6 - Imre Friedmann, nhà khoa học người Mỹ, (sinh 1921)
- 11 tháng 6 - Mala Powers, film nữ diễn viên người Mỹ, (sinh 1931)
- 12 tháng 6 - Don Herbert, nhân vật truyền hình người Mỹ, (sinh 1917)
- June 13 - David Hatch, BBC Radio producer and comedian (b. 1939)
- June 14 - Ruth Bell Graham, Wife of Billy Graham (b. 1920)
- 14 tháng 6 - Jacques Simonet, chính trị gia người Bỉ, (sinh 1963)
- 14 tháng 6 - Kurt Waldheim, chính trị gia, nhà ngoại giao, Tổng Thư ký thứ tư của Liên Hợp Quốc và cựu Tổng thống Áo (sinh 1918)
- 15 tháng 6 - Sherri Martel, professional đô vật Wrestling người Mỹ, (sinh 1958)
- 15 tháng 6 - Võ Quảng, nhà văn Việt Nam
- 17 tháng 6 - Gianfranco Ferrè, nhà thiết kế người Ý, (sinh 1944)
- 18 tháng 6 - Bernard Manning, diễn viên hài người Anh, (sinh 1930)
- June 18 - Vilma Espín, Wife of Raúl Castro (b. 1930)
- 19 tháng 6 - El Fary, ca sĩ người Tây Ban Nha, (sinh 1937)
- 19 tháng 6 - Terry Hoeppner, football huấn luyện viên người Mỹ, (sinh 1947)
- 19 tháng 6 - Antonio Aguilar, ca sĩ, diễn viên người México, (sinh 1919)
- 20 tháng 6 - Trevor Henry, Justice người New Zealand, (sinh 1902)
- 21 tháng 6 - Bob Evans, Restaurateur người Mỹ, (sinh 1918)
- 22 tháng 6 - Nancy Benoit, professional wrestling Manager người Mỹ, (sinh 1964)
- 22 tháng 6 - Rod Beck, vận động viên bóng chày người Mỹ, (sinh 1968)
- 22 tháng 6 - Erik Parlevliet, field vận động viên khúc côn cầu b. (1964) người Đức
- 24 tháng 6 - Derek Dougan, Northern Irish footballer (b. 1938)
- 24 tháng 6 - Chris Benoit, professional đô vật Wrestling (double-murder suicide) người Canada, (sinh 1967)
- 24 tháng 6 - Jack Flynt, chính trị gia người Mỹ, (sinh 1914)
- 25 tháng 6 - J. Fred Duckett, Texan sports announcer and teacher (b. 1933)
- 25 tháng 6 - Khadijeh Dadehbala (Mahasti), popular ca sĩ người Iran, (sinh 1946)
- 26 tháng 6 - Jupp Derwall, cầu thủ bóng đá, huấn luyện viên người Đức, (sinh 1927)
- 26 tháng 6 - Joey Sadler, All Black rugby player (b. 1914)
- 27 tháng 6 - Liz Claiborne, thời trang nhà thiết kế người Bỉ, (sinh 1929)
- 27 tháng 6 - William Hutt, stage, film diễn viên người Canada, (sinh 1920)
- 28 tháng 6 - Kiichi Miyazawa, 78th Prime_Minister of Japan (b. 1919)
- 29 tháng 6 - Joel Siegel, nhà phê bình phim người Mỹ, (sinh 1943)
- 29 tháng 6 - George McCorkle, Founder of The Marshall Tucker Band (b. 1947)
- 30 tháng 6 - Jan Herman Linge, kĩ sư, boat nhà thiết kế người Na Uy, (sinh 1922)

### Tháng 7
- 1 tháng 7 - Gottfried von Bismarck, aristocrat, người giao thiệp rộng người Đức, (sinh 1962)
- 2 tháng 7 - Brahim Déby, son of Chadian president Idriss Déby (b 1980)
- 2 tháng 7 - Vojislav Nikčević, giáo sư, Linguist người Montenegro, (sinh 1935)
- 2 tháng 7 - Beverly Sills, ca sĩ soprano người Mỹ, (sinh 1929)
- 2 tháng 7 - Dilip Sardesai, cầu thủ cricket người Ấn Độ, (sinh 1940)
- 2 tháng 7 - Jimmy Walker, cầu thủ bóng rổ người Mỹ, (sinh 1944)
- 2 tháng 7 - Hy Zaret, nhà thơ trữ tình, nhà soạn nhạc người Mỹ, (sinh 1907)
- 3 tháng 7 - Claude Pompidou, wife of President of France Georges Pompidou (b. 1912)
- 3 tháng 7 - Boots Randolph, saxophone player người Mỹ, (sinh 1927)
- 4 tháng 7 - Barış Akarsu, Turkish musician (b.1979)
- 4 tháng 7 - José Roberto Espinosa, nhà bình luận (b.1948) người México
- 4 tháng 7 - Liane Bahler, cyclist người Đức, (sinh 1982)
- 4 tháng 7 - Johnny Frigo, nhạc Jazz nghệ sĩ vĩ cầm, Bassist (b.1916) người Mỹ
- 4 tháng 7 - Bill Pinkney, ca sĩ người Mỹ, (sinh 1925)
- 4 tháng 7 - Osvaldo Romo, Agent the Pinochet's Dirección de Inteligencia Nacional (DINA) người Chile, (sinh 1938)
- 5 tháng 7 - George Melly, ca sĩ người Anh, (sinh 1926)
- 5 tháng 7 - Régine Crespin, ca sĩ soprano người Pháp, (sinh 1927)
- 6 tháng 7 - Lois Wyse, advertising Executive, tác gia,, Columnist người Mỹ, (sinh 1926)
- 9 tháng 7 - Charles Lane, diễn viên người Mỹ, (sinh 1905)
- 10 tháng 7 - Zheng Xiaoyu, hành chính viên người Trung Quốc, (sinh 1944)
- 10 tháng 7 - Abdul Rashid Ghazi, cleric người Pakistan, (sinh 1964)
- July 10 - Corbin Harney, an elder and spiritual leader of the Newe (Western Shoshone) people (b. 1920)
- July 11 - Lady Bird Johnson, former First Lady of the United States (b. 1912)
- July 11 - Alfonso López Michelsen, 32nd Colombian President (b. 1913)
- 11 tháng 7 - Ed Mirvish, doanh nhân, người làm việc thiện người Canada, (sinh 1914)
- 11 tháng 7 - Shag Crawford, umpire in Major League Baseball người Mỹ, (sinh 1916)
- July 11 - Jimmy Skinner, Detroit Red Wings head coach (b. 1917)
- 11 tháng 7 - Richard Franklin, đạo diễn phim người Úc, (sinh 1948)
- 12 tháng 7 - Nigel Dempster, nhà báo, tác gia, broadcaster, diarist (b.1941) người Anh
- July 12 - Pat Fordice, First Lady of Mississippi from 1992 until 2000 (b. 1935)
- 12 tháng 7 - Jim Mitchell, in the pornographic film industry người đi đầu, (sinh 1945)
- 12 tháng 7 - Larry Staverman, professional cầu thủ bóng rổ, huấn luyện viên người Mỹ, (sinh 1936)
- 12 tháng 7 - Stan Zemanek, radio broadcaster người Úc, (sinh 1947)
- 12 tháng 7 - Mr. Butch, homeless man living on the streets Boston, also người Mỹ, (sinh 1951)
- 14 tháng 7 - John Ferguson, professional vận động viên khúc côn cầu, huấn luyện viên, Executive người Canada, (sinh 1938)
- 19 tháng 7 - A. K. Faezul Huq, luật sư, chính trị gia người Bangladesh, (sinh 1945)
- 20 tháng 7 - Tammy Faye Messner, Evangelist người Mỹ, (sinh 1942)
- 20 tháng 7- Kim Lân, tác giả của các truyện kinh điển Việt Nam (sinh 1920)
- 22 tháng 7 - Mike Coolbaugh, vận động viên bóng chày, huấn luyện viên người Mỹ, (sinh 1972)
- 22 tháng 7 - László Kovács, cinematographer người Hungary, (sinh 1933)
- 22 tháng 7 - Ulrich Mühe, diễn viên người Đức, (sinh 1953)
- 22 tháng 7 - Jean Stablinski, cyclist Polish origin người Pháp, (sinh 1932)
- 22 tháng 7 - Aleksandr Tatarskiy, animation đạo diễn phim người Nga, (sinh 1950)
- 22 tháng 7 - Jarrod Cunningham, bóng bầu dục player người New Zealand, (sinh 1968)
- 23 tháng 7 - Benjamin Libet, pioneering nhà khoa học in the field human consciousness người Mỹ, (sinh 1916)
- July 23 - Mohammed Zahir Shah, last King of Afghanistan (b. 1914)
- 24 tháng 7 - Albert Ellis, Psychologist người Mỹ, (sinh 1913)
- 26 tháng 7 - Skip Prosser, basketball huấn luyện viên người Mỹ, (sinh 1950)
- 27 tháng 7 - James Oyebola, heavyweight võ sĩ quyền Anh người Anh, (sinh 1961)
- 28 tháng 7 - Nguyễn Phúc Bảo Long, hoàng thái tử triều Nguyễn (sinh 1936)
- 29 tháng 7 - Mike Reid, diễn viên hài, diễn viên người Anh, (sinh 1940)
- 29 tháng 7 - Tom Snyder, người dẫn chương trình người Mỹ, (sinh 1936)
- 30 tháng 7 - Michelangelo Antonioni, đạo diễn phim người Ý, (sinh 1912)
- July 30 - Teoctist Arăpaşu, Ex-Romanian Orthodox Church Patriarch (b. 1915)
- 30 tháng 7 - Ingmar Bergman, đạo diễn phim người Thụy Điển, (sinh 1918)
- 30 tháng 7 - Bill Walsh, football huấn luyện viên người Mỹ, (sinh 1931)

### Tháng 8
- 1 tháng 8 - Tommy Makem, folk nhạc sĩ người Ireland, (sinh 1932)
- 1 tháng 8 - Ryan Cox, professional road racing cyclist người Nam Phi, (sinh 1979)
- August 1 - Veikko Karvonen, Finnish athlete (b. 1926)
- 2 tháng 8 - Holden Roberto, nationalist leader người Angola, (sinh 1923)
- 2 tháng 8 - Chauncey Bailey, Columnist, newspaper chủ bút người Mỹ, (sinh 1949)
- 3 tháng 8 - James T. Callahan, diễn viên người Mỹ, (sinh 1930)
- 3 tháng 8 - John Gardner, tác gia người Anh, (sinh 1926)
- 4 tháng 8 - Lee Hazlewood, country ca sĩ, người sáng tác bài hát, nhà sản xuất + người Mỹ, (sinh 1929)
- 4 tháng 8 - Frank Mancuso, vận động viên bóng chày, chính trị gia người Mỹ, (sinh 1918)
- 5 tháng 8 - Oliver Hill, luật sư người Mỹ, (sinh 1907)
- 5 tháng 8 - Jean-Marie Cardinal Lustiger, Cardinal Archbishop Paris người Pháp, (sinh 1926)
- 6 tháng 8 - Heinz Barth, war criminal người Đức, (sinh 1920)
- August 7 - Hal Fishman, Los Angeles–based local news anchor (b. 1931)
- 7 tháng 8 - Ernesto Alonso, soap operas diễn viên, người đạo diễn, nhà sản xuất +, best known as người México, (sinh 1917)
- 7 tháng 8 - Angus Tait, electronics innovator, doanh nhân người New Zealand, (sinh 1919)
- 8 tháng 8 - Joybubbles, Phone Phreak người Mỹ, (sinh 1945)
- 8 tháng 8 - Ma Lik, chính trị gia người Trung Quốc, (sinh 1952)
- 8 tháng 8 - Melville Shavelson, đạo diễn phim, nhà sản xuất +,, người viết kịch bản phim người Mỹ, (sinh 1917)
- 9 tháng 8 - Joe O'Donnell, documentary nhà nhiếp ảnh, photojournalist người Mỹ, (sinh 1922)
- 10 tháng 8 - Tony Wilson, broadcaster, nightclub Manager,, record label owner (b.1950) người Anh
- August 10 - James Faust, an Apostle in the Church of Jesus Christ of Latter-day Saints (b. 1920)
- 12 tháng 8 - Merv Griffin, TV nhân vật người Mỹ, (sinh 1925)
- 13 tháng 8 - Brooke Astor, người giao thiệp rộng, người làm việc thiện người Mỹ, (sinh 1902)
- 13 tháng 8 - Phil Rizzuto, vận động viên bóng chày, announcer người Mỹ, (sinh 1917)
- 13 tháng 8 - Brian Adams, professional đô vật Wrestling người Mỹ, (sinh 1964)
- 14 tháng 8 - Tikhon Khrennikov, nhà soạn nhạc người Nga, (sinh 1913)
- 15 tháng 8 - Richard Bradshaw, opera người chỉ huy dàn nhạc người Anh, (sinh 1944)
- 15 tháng 8 - John Gofman, Manhattan Project nhà khoa học, luật sư người Mỹ, (sinh 1918)
- 15 tháng 8 - Sam Pollock, thể thao Executive người Canada, (sinh 1925)
- 16 tháng 8 - Max Roach, Percussionist, nhạc công đánh trống,, nhà soạn nhạc người Mỹ, (sinh 1924)
- 17 tháng 8 - Eddie Griffin, cầu thủ bóng rổ người Mỹ, (sinh 1982)
- 18 tháng 8 - Michael Deaver, political adviser người Mỹ, (sinh 1938)
- 20 tháng 8 - Leona Helmsley, hotel Operator, real estate investor người Mỹ, (sinh 1920)
- 21 tháng 8 - Elizabeth P. Hoisington, brigadier General người Mỹ, (sinh 1918)
- 21 tháng 8 - Qurratulain Hyder, tiểu thuyết gia người Ấn Độ, (sinh 1926)
- 22 tháng 8 - Rhys Jones, Murdered English schoolboy (b. 1995)
- 24 tháng 8 - Abdul Rahman Arif, tổng thống thứ tư của Iraq (sinh 1916)
- 25 tháng 8 - Raymond Barre, chính trị gia, nhà kinh tế học người Pháp, (sinh 1924)
- 25 tháng 8 - Ray Jones, cầu thủ bóng đá người Anh, (sinh 1988)
- 26 tháng 8 - Gaston Thorn, chính trị gia người Luxembourg, (sinh 1928)
- 28 tháng 8- Antonio Pueta, cầu thủ bóng đá người Tây Ban Nha, cầu thủ của đội Sevilla qua đời do tim ngừng đập khi đang thi đấu (sinh 1984)
- 28 tháng 8 - Francisco Umbral, nhà báo, tiểu thuyết gia, Biographer, essayist người Tây Ban Nha, (sinh 1935)
- 28 tháng 8 - Miyoshi Umeki, nữ diễn viên người Nhật Bản, (sinh 1929)
- 28 tháng 8 - Nikola Nobilo, Winemaker người New Zealand, (sinh 1913)
- 29 tháng 8 - Richard Jewell, falsely accused bombing the Centennial Olympic Park người Mỹ, (sinh 1962)
- 29 tháng 8 - Pierre Messmer, chính trị gia người Pháp, (sinh 1916)
- 29 tháng 8 - Chaswe Nsofwa, cầu thủ bóng đá người Zambia, (sinh 1978)
- 29 tháng 8 - James Muir Cameron Fletcher, Industrialist người New Zealand, (sinh 1914)
- 30 tháng 8 - Michael Jackson, nhà văn người Anh, (sinh 1942)
- 30 tháng 8 - Charles Vanik, chính trị gia người Mỹ, (sinh 1918)
- 31 tháng 8 - Gay Brewer, vận động viên golf người Mỹ, (sinh 1932)

### Tháng 9
- 1 tháng 9 - Tomás Medina Caracas, thủ lĩnh loạn quân người Colombia, (sinh 1965)
- 1 tháng 9 - Roy McKenzie, người làm việc thiện người New Zealand, (sinh 1922)
- 2 tháng 9 - Max McNab, vận động viên khúc côn cầu, hockey Executive người Canada, (sinh 1924)
- 3 tháng 9 - Jane Tomlinson, charity fund raiser người Anh, (sinh 1964)
- 3 tháng 9 - Syd Jackson, Māori activist and trade unionist (b. 1939)
- 5 tháng 9 - Jennifer Dunn, chính trị gia người Mỹ, (sinh 1941)
- 5 tháng 9 - Paul Gillmor, chính trị gia người Mỹ, (sinh 1939)
- 5 tháng 9 - D. James Kennedy, Evangelist người Mỹ, (sinh 1930)
- 6 tháng 9 - Madeleine L'Engle, tác gia người Mỹ, (sinh 1918)
- 6 tháng 9 - Luciano Pavarotti, ca sĩ tenor người Ý, (sinh 1935)
- 7 tháng 9 - Mark Weil, người đạo diễn kịch người Uzbekistan, (sinh 1952)
- 9 tháng 9 - Helmut Senekowitsch, cầu thủ bóng đá, huấn luyện viên người Áo, (sinh 1933)
- 10 tháng 9 - Anita Roddick, chủ doanh nghiệp người Anh, (sinh 1942)
- 10 tháng 9 - Jane Wyman, nữ diễn viên, vợ đầu của Ronald Reagan người Mỹ, (sinh 1917)
- 11 tháng 9 - Ian Porterfield, cầu thủ bóng đá người Scotland, (sinh 1946)
- 11 tháng 9 - Joe Zawinul, nhạc sĩ người Áo, (sinh 1932)
- 13 tháng 9 - Whakahuihui Vercoe, clergyman người New Zealand, (sinh 1928)
- 14 tháng 9 - Benny Vansteelant, duathlete người Bỉ, (sinh 1976)
- 15 tháng 9 - Colin McRae, world rally champion người Scotland, (sinh 1968)
- 15 tháng 9 - Aldemaro Romero, nhạc sĩ người Venezuela, (sinh 1928)
- 15 tháng 9 - Brett Somers, nữ diễn viên người Mỹ, (sinh 1924)
- 16 tháng 9 - Robert Jordan, tác gia người Mỹ, (sinh 1948)
- 19 tháng 9 - Antoine Ghanem, chính trị gia người Liban, (sinh 1943)
- 21 tháng 9 - Hallgeir Brenden, vận động viên điền kinh người Na Uy, (sinh 1929)
- 21 tháng 9 - Alice Ghostley, nữ diễn viên người Mỹ, (sinh 1926)
- 21 tháng 9 - Rex Humbard, Evangelist người Mỹ, (sinh 1919)
- 21 tháng 9 - Petar Stambolić, chính trị gia người Serbia, (sinh 1912)
- 22 tháng 9 - Marcel Marceau, nghệ sĩ kịch câm người Pháp, (sinh 1923)
- 23 tháng 9 - Ken Danby, nghệ sĩ người Canada, (sinh 1940)
- 26 tháng 9 - Bill Wirtz, doanh nhân người Mỹ, (sinh 1929)
- 27 tháng 9 - Bill Perry, cầu thủ bóng đá, scored winning goal in the 1953 FA Cup người Nam Phi, (sinh 1930)
- 27 tháng 9 - Avraham Shapira, chief Rabbi người Israel, (sinh 1914)
- 27 tháng 9 - Kenji Nagai, nhà báo người Nhật Bản, (sinh 1957)
- 28 tháng 9 - Wally Parks, founder the National Hot Rod Association người Mỹ, (sinh 1913)
- 29 tháng 9 - Lois Maxwell, nữ diễn viên người Canada, (sinh 1927)
- 30 tháng 9 - Milan Jelić, chính trị gia người Bosna và Hercegovina, (sinh 1956)

### Tháng 10
- 1 tháng 10 - Chris Mainwaring, rules cầu thủ bóng đá người Úc, (sinh 1966)
- 1 tháng 10 - Al Oerter, vận động viên điền kinh người Mỹ, (sinh 1936)
- 1 tháng 10 - Ned Sherrin, broadcaster, theatre người đạo diễn người Anh, (sinh 1931)
- 2 tháng 10 - Dan Keating, republican người Ireland, (sinh 1902)
- 4 tháng 10 - Antonie Iorgovan, Jurist, giáo sư,, chính trị gia người România, (sinh 1948)
- 5 tháng 10 - Justin Tuveri, cựu chiến binh thế chiến thứ nhất, người Ý, (sinh 1898)
- 6 tháng 10 - Jo Ann Davis, chính trị gia người Mỹ, (sinh 1950)
- 7 tháng 10 - Norifumi Abe, motorcycle road racer người Nhật Bản, (sinh 1975)
- 8 tháng 10 - Constantine Andreou, họa sĩ, nhà điêu khắc người Hy Lạp, (sinh 1917)
- 11 tháng 10 - Sri Chinmoy, nhà triết học người Ấn Độ, (sinh 1931)
- 12 tháng 10 - Soe Win, chính trị gia Miến Điện, (b. 1948)
- 12 tháng 10 - Kisho Kurokawa, kiến trúc sư người Nhật Bản, (sinh 1934)
- 13 tháng 10 - Bob Denard, Mercenary người Pháp, (sinh 1929)
- 16 tháng 10 - Deborah Kerr, nữ diễn viên người Scotland, (sinh 1921)
- 16 tháng 10 - Cao Xuân Hạo, giáo sư người Việt Nam, (sinh 1930)
- 16 tháng 10 - Rosalio José Castillo Lara, hồng y giáo chủ người Venezuela, (sinh 1922)
- 16 tháng 10 - Toše Proeski, ca sĩ người Macedonia, (sinh 1981)
- 17 tháng 10 - Joey Bishop, Entertainer người Mỹ, (sinh 1918)
- 17 tháng 10 - Teresa Brewer, ca sĩ người Mỹ, (sinh 1931)
- 18 tháng 10 - Alan Coren, nhà bình luận người Anh, (sinh 1939)
- 18 tháng 10 - William J. Crowe, người chỉ huy quân đội, đại sứ người Mỹ, (sinh 1925)
- 18 tháng 10 - Lucky Dube, nhạc sĩ người Nam Phi, (sinh 1964)
- 19 tháng 10 - Randall Forsberg, nuclear freeze luật sư người Mỹ, (sinh 1943)
- 19 tháng 10 - Jan Wolkers, tác gia, nhà điêu khắc, họa sĩ người Đức, (sinh 1925)
- 20 tháng 10 - Max McGee, cầu thủ bóng đá người Mỹ, (sinh 1932)
- 22 tháng 10 - Ève Curie, tác gia, con gái của Pierre và Marie Curie người Pháp, (sinh 1904)
- 23 tháng 10 - Lim Goh Tong, Chinese doanh nhân người Malaysia, (sinh 1918)
- 24 tháng 10 - Petr Eben, nhà soạn nhạc người Séc, (sinh 1929)
- 24 tháng 10 - Ian Middleton, tiểu thuyết gia người New Zealand, (sinh 1928)
- 26 tháng 10 - Nicolae Dobrin, cầu thủ bóng đá người România, (sinh 1947)
- 26 tháng 10 - Friedman Paul Erhardt, American pioneering truyền hình Chef người Đức, (sinh 1943)
- 26 tháng 10 - Arthur Kornberg, nhà hóa sinh vật học người Mỹ, (sinh 1918)
- 26 tháng 10 - Khun Sa, trùm buôn ma túy của Miến Điện (sinh 1934)
- 28 tháng 10 - Porter Wagoner, ca sĩ country nhạc người Mỹ, (sinh 1927)
- 30 tháng 10 - Robert Goulet, Entertainer người Mỹ, (sinh 1933)

### Tháng 11
- 1 tháng 11 - Paul Tibbets, brigadier general, phi công the Enola Gay người Mỹ, (sinh 1915)
- 2 tháng 11 - Charmaine Dragun, anchor tin tức người Úc, (sinh 1978)
- 2 tháng 11 - S. P. Thamilselvan, chính trị gia người Sri Lanka Tamil (sinh 1967)
- 2 tháng 11 - Igor Moiseyev, Choreographer người Nga, (sinh 1906)
- 2 tháng 11 - Lillian Ellison, đô vật Wrestling chuyên nghiệp người Mỹ, (sinh 1923)
- 3 tháng 11 - Martin Meehan, đảng viên Đảng Cộng hòa người Ireland, (sinh 1945)
- 3 tháng 11 - Ryan Shay, vận động viên chạy đua người Mỹ, (sinh 1979)
- 5 tháng 11 - Nils Liedholm, cầu thủ bóng đá, huấn luyện viên người Thụy Điển, (sinh 1922)
- 6 tháng 11 - Enzo Biagi, nhà báo người Ý, (sinh 1920)
- 7 tháng 11 - Hilda Braid, nữ diễn viên người Anh, (sinh 1929)
- 8 tháng 11 - Chad Varah, Anglican Priest, founder the Samaritans người Anh, (sinh 1911)
- 9 tháng 11 - Luis Herrera Campins, tổng thống thứ 56 của Venezuela (sinh 1925)
- 10 tháng 11 - Laraine Day, nữ diễn viên người Mỹ, (sinh 1920)
- 10 tháng 11 - Augustus F. Hawkins, chính trị gia, civil rights lawmaker người Mỹ, (sinh 1907)
- 10 tháng 11 - Norman Mailer, nhà văn người Mỹ, (sinh 1923)
- 12 tháng 11 - Ira Levin, tiểu thuyết gia người Mỹ, (sinh 1929)
- 13 tháng 11 - John Doherty, cầu thủ bóng đá người Anh, (sinh 1935)
- 13 tháng 11 - Kazuhisa Inao, vận động viên bóng chày người Nhật Bản, (sinh 1937)
- 13 tháng 11 - Wahab Akbar, Filipino politician (b. 1960)
- 15 tháng 11 - Joe Nuxhall, vận động viên bóng chày, announcer người Mỹ, (sinh 1928)
- 16 tháng 11 - Harold Alfond, doanh nhân người Mỹ, (sinh 1914)
- 16 tháng 11 - Trond Kirkvaag, diễn viên hài, tác gia người Na Uy, (sinh 1946)
- 19 tháng 11 - Dick Wilson, diễn viên, "Mr. Whipple" người Mỹ, (sinh 1916)
- 20 tháng 11 - Ian Smith, thủ tướng Rhodesia, (sinh 1919)
- 21 tháng 11 - Fernando Fernán Gómez, diễn viên, đạo diễn, academic, Playwright người Tây Ban Nha, (sinh 1921)
- 21 tháng 11 - Tom Johnson, người điều hành thể thao, former vận động viên khúc côn cầu người Canada, (sinh 1928)
- 22 tháng 11 - Verity Lambert, nhà sản xuất, bác sĩ Who between 1963 & 1965. người Anh
- 23 tháng 11 - Joe Kennedy, vận động viên bóng chày người Mỹ, (sinh 1979)
- 24 tháng 11 - Mally Joheen, cầu thủ bóng đá người Pháp, (sinh 1950)
- 27 tháng 11 - Chính Hữu, tên thật là Trần Đình Đắc, là một nhà thơ Việt Nam, nguyên Đại tá, Phó cục trưởng cục Tuyên huấn thuộc Tổng cục chính trị, Quân đội nhân dân Việt Nam, nguyên Phó tổng thư ký Hội Nhà văn Việt Nam. (s. 1926)

### Tháng 12
- 4 tháng 12 - Phạm Tiến Duật, là một nhà thơ Việt Nam với nhiều tác phẩm thơ tiêu biểu viết trong thời kỳ Chiến tranh Việt Nam. (s. 1941)
- 27 tháng 12 - Benazir Bhutto, thủ tướng thứ 12 và thứ 16 của Pakistan. (s.1953)

## Giải Nobel
- Hóa học - Gerhard Ertl
- Hòa bình - Al Gore và Ủy ban Liên chính phủ về Biến đổi Khí hậu
- Kinh tế - Leonid Hurwicz, Eric Maskin và Roger Myerson
- Văn học - Doris Lessing
- Vật lý - Albert Fert và Peter Grünberg
- Y học - Mario Capecchi, Oliver Smithies và Martin Evans